# Sampi
La lettera sampi (in greco: σαμπῖ sampî), maiuscolo Ϡ, minuscolo ϡ (nelle sue forme arcaiche: Ͳ, ͳ) è una lettera dell'alfabeto greco, caduta in disuso già in epoca classica.
Aveva un valore numerale di 900. Rappresentava inoltre un fonema /ss/ oppure /t͡s/.

## Ipotesi sul nome
Il nome "sampi" sembra venire dalla denominazione moderna σὰν πῖ sàn pî (dove la parola σαν san si trova nel greco moderno, si traduce con "come" e deriva dal greco antico ὡς ἄν hos án): "come il Pi"; in alternativa potrebbe derivare dall'unione del nome delle lettere San (Ϻ, ϻ) e Pi (Π, π). È anche conosciuto con il nome di (τὸ καλούμενον tò kaloúmenon) παράκυϊσμα (paràkyisma - come attestato in un frammento di Dionisio Trace), angma (da non confondere con l'omonimo simbolo [ŋ] dell'AFI, come attestato in Varrone che ne attribuisce l'uso a Ione di Chio), enacosis, sincope e ὁ καλούμενος χαρακτήρ (ho kaloúmenos charaktìr).

## Varianti del Sampi

## Collegamenti
- (EN) La lettera greca Sampi, su parthia.com.